# Balistes rotundatus
Balistes rotundatus is een  straalvinnige vissensoort uit de familie van trekkervissen (Balistidae). De wetenschappelijke naam van de soort is voor het eerst geldig gepubliceerd in 1822 door Marion de Procé.
De soort staat op de Rode Lijst van de IUCN als niet bedreigd, beoordelingsjaar 2009.